# Ян Асниковський
Ян Аснико́вський (пол. Jan Aśnikowski; близько 1800, Варшава — 14 січня 1849, Вільно) — польський співак (баритон) і актор.

## Біографія
Народився 1797, за іншими даними 1798 або 1800 року в місті Варшаві (нині Польща). Виступав у трупах Александера Ленкавського (1827–1828); Петра Рекановського, Карла Шмітгофа та інших. Протягом 1829—1831 років працював у Львові.
Гастролював у Калуші у 1827 році, Львові у 1842 році, Житомирі та Харкові у 1846 році. Один з перших в Україні виконавців партії Фігаро в опері «Севільський цирульник» Джоаккіно Россіні.
Помер у Вільно 14 січня 1849 року.